# 存貨週轉
存貨週轉（Inventory turnover）是指會計學上，企業購置貨品至出售之間的週期。

## 定義
企業購置貨品後，一般都不能短時間內全數售出，並需要作倉存。但企業經營者皆希望盡速將其購置之貨品出售獲利，在銷售交易完成後，存貨逐漸去化，此時又得重新購入，因此營運狀況良好的企業，其存貨周轉率也一定相當高。存貨購入後將產生相關管理與儲存成本，過多的存貨將不僅增加不必要的成本，也容易產生其他風險，如存貨可能有遭竊、陳舊、變質過時導致價值的減損。相對地，高存貨周轉速率可降低這些成本與風險。是以分析存貨首重周轉率，它衡量存貨與銷貨之間的關係，普遍適用的存貨周轉率如下所示：
```
存貨周轉率
 = 
銷貨成本
 / 
平均存貨
 = 
銷貨成本
 / 
1/2
 (
期初存貨
 + 
期末存貨
)  
```